# Capella de les Germanes de la Caritat (Valls)
La Capella de les Germanes de la Caritat és una capella amb elements noucentistes i historicistes de Valls (Alt Camp) inclosa a l'Inventari del Patrimoni Arquitectònic de Catalunya.

## Descripció
Es tracta de la capella que correspon al asil de les "germanetes del pobres" que existia tot just al costat. Actualment, aquest immoble és utilitzat com a residència de la tercera edat.
La façana respon a una composició arquitectònica totalment neoclàssica. La portalada té doble full de fusta que en la llinda hi ha un esplèndid frontó que té per sota un motlluratge. Per damun hi ha una rossassa molt senzilla.
A cada costat de la fatxada hi ha dos seudocolumnes, amb bassament i capitell que té fulles d'ancat amb un estil molt propi. La cornisa que remata té dos elements diferenciats, un molt simple en primer lloc i una motllura que repeteix uns daus i un dibuix.
Actualment aquesta capella no està oberta al culte religiòs.

## Història
Noes tenen notícies.